# Evy Nordström
Evy Solveig Nordström, född 3 februari 1945 i Skinnskatteberg, är en svensk tidigare handbollsspelare, handbollsledare, idrottslärare och högskoleadjunkt. 
Nordström spelade 52 landskamper för Sveriges damlandslag i handboll åren 1963–1972 och är Stor tjej. Hon tog ett flertal SM-guld som både spelare och tränare.

## Klubbkarriär
Evy Nordström började spela handboll i unga år. Hon vann Sankt Eriks cupen  1957 12 år gammal med IK Bolton och representerade sedan toppklubben IK Bolton i Stockholm till 1970. Med den klubben tog hon fem SM titlar. Med fem titlar i IK Bolton och 4 titlar i Stockholmspolisen och ytterligare titlar utomhus och 4 tränartitlar är hon troligen den person som tagit flest SM-titlar i damhandboll.
1970 började Nordström spela för Stockholmspolisen. Flera andra spelare följde med i flytten till klubben bland andra Ann-Britt Carlsson som senare blev ankare i damlandslaget under 1980-talet. Evy Nordström spelade kvar i Stockholmspolisen till 1977. Hon flyttade då till Örebro där hon var spelande tränare i IFK Örebro samtidigt som hon arbetade på högskolan.

## Landslagskarriär
För det svenska U-landslaget debuterade Nordström den 2 november 1963 i Oslo mot Norge. Hon spelade sedan 8 landskamper och gjorde 8 mål i ungdomslandslaget. 1967 spelade hon U22-VM i Nederländerna. Det var första ungdoms-VM som arrangerades och Sverige tog sig till semifinal som förlorades med 5-13 mot Tjeckoslovakien. Resultatet är fel i Svensk handbolls landslagsstatistik som har resultatet som en svensk vinst med 13-5 med bara fem svenska målgörare.
Hon spelade första A-landskampen den 7 december 1963 i Oslo mot Norge. Sista landskampen spelade Nordström i Mariager i Danmark och hon stod för 4 mål. Under hennes tid i landslaget hade Sverige ett landslag av mindre god kvalité. Av de 52 innelandskamperna hon spelade vann Sverige bara 8, 2 slutade oavgjorda och 42 landskamper förlorades. Under 1960-talet satsades mycket lite resurser på damlandslaget vilket källorna till denna artikel skildrar.
Evy Nordström spelade också 6 utomhuslandskamper. Fyra landskamper vid nordiska mästerskapen 1964 utomhus på Island och sedan 2 landskamper mot Polen i 4 och 6 augusti 1967. Det var Sveriges sista spelade utelandskamper.

## Tränarkarriär
Nordström inledde sin tränarkarriär redan i IK Bolton som flicklagstränare, och var ungdomstränare under sina spelarår i Stockholmspolisen.
Under 1970-talet var Nordström förbundskapten för Sveriges juniorlandslag och senare från 1978 var hon assisterande förbundskapten till Gunnar Stockhammar och sedan till Rolf Nilsson. 1981 återvände hon till Stockholm från Örebro och blev tränare i Stockholmspolisen efter Rolf Nilsson. Hon stannade på tränarposten i fem år till 1986. Hon hade sedan uppdrag i Huddinge HK innan hon 1990 flyttade till Skåne. Hon var i Skåne tränare i fyra år för Eslövs IK och sedan i två år för IK Lågan.